# Richard Kirwan

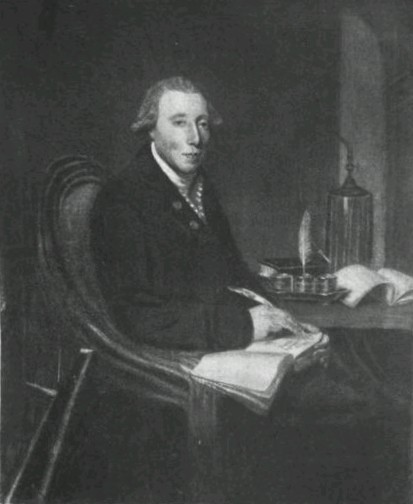
Richard Kirwan

Richard Kirwan (* 1. August 1733 in Cloughballymore; † 22. Juni 1812 in Dublin), Esquire von Cregg, war ein irischer Jurist und Chemiker. Er war ein Anhänger der Phlogistontheorie. Die Familie Kirwan gehörte zu jenen 14 Familien, die die Stämme von Galway (Tribes of Galway) genannt werden und die Stadt und das nähere Umland im County Galway lange Zeit beherrschten.

## Leben und Wirken
Richard Kirwan wurde in Cloughballymore, County Galway, als zweiter Sohn von Mary (Marty) French of Duras and Cloughballymore (oder Clogh) und Martin Kirwan († 1741) geboren. Sie hatten 1728 geheiratet und drei weitere Söhne, Patrick Kirwan, Andrew Kirwan and Hyacinth Kirwan.
Er war ein Nachkomme von William Ó Ciardhubháin des Gründers des The Tribes of Galway, Treibheanna na Gaillimhe, einer Gruppe von Kaufmannsfamilien, die das politische und wirtschaftliche Lebens der Stadt Galway zwischen der Mitte des 13. und der Kapitulation der Stadt dominierten. Die Familie lebte nach 1652 im Cregg Castle im County Galway.
Er besuchte mit einem Bruder die Erasmus Smith School in Galway. Von 1745 bis 1754 hielt er sich an der Université de Poitiers in Poitiers auf, um 1754 als Novize dem Jesuitenorden Saint-Omer beizutreten. Nach dem Tod seines älteren Bruders in einem Duell im Jahre 1755, ging er nach Irland zurück und lebte in Menlough Castle.
Bis 1777 blieb Kirwan in Irland, reiste aber auch nach England, Deutschland und Frankreich. Er interessierte sich sehr für Chemie, studierte aber zunächst Jurisprudenz an der Universität in Poitiers. Während seines Aufenthaltes in London von 1777 bis 1787 setzte er seine Chemiestudien fort. Hier lernte Kirwan Naturwissenschaftler wie Henry Cavendish (1731–1810), Joseph Priestley (1733–1804) und andere kennen, etwa Edmund Burke (1729–1797).

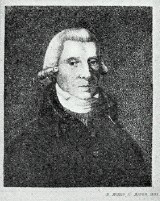
Richard Kirwan – Porträt von Hugh Douglas Hamilton (1740–1808)

Kirwan heiratete 1757 Anne, die Tochter von Sir Thomas Blake of Menlo († 1642), die acht Jahre später starb. Das Paar hatte zwei Töchter, Maria Theresia Kirwan und Eliza Kirwan. Einen Tag nach seiner Heirat wurde er als Schuldner – für die Schulden seiner Frau – in Haft genommen, debtor's prison.
Seine Experimente zum spezifischen Gewicht und über die Anziehungskräfte verschiedener salzigen Substanzen bildeten einen wesentlichen Beitrag zu den Methoden der analytischen Chemie, und 1782 gewann er die Copley-Medaille der Royal Society, im Jahre 1780 wurde er zum Fellow of the Royal Society gewählt. Im Jahre 1784 führte er eine Kontroverse mit Cavendish in Bezug auf dessen Experimente über die Luft. Im Jahre 1787 zog er nach Dublin, wo er vier Jahre später zum Präsidenten der Royal Irish Academy gewählt wurde. Kirwan hatte von 1799 bis 1812 dieses Amt als Präsident der Royal Irish Academy inne. 1789 war er in die American Academy of Arts and Sciences gewählt worden. Im Jahr 1783 wurde er zum Mitglied der Leopoldina und 1786 der American Philosophical Society gewählt. 1796 wurde er Fellow der Royal Society of Edinburgh und 1808 korrespondierendes Mitglied der Académie des sciences in Paris.
In seinen geologischen Auffassungen über die „Entstehung der Welt“  und ihrer Entwicklung war er ein Befürworter der Theorien von James Hutton. Seine Werke zu diesem Themenkreis waren Elements of Mineralogy (1784), eine der ersten systematischen Arbeiten zu diesem Thema in Englischen, eine Betrachtung über die An Estimate of the Temperature of Different Latitudes (1787) sowie Essay of the Analysis of Mineral Waters (1799) und Geological Essays (1799) waren weitere geologische Werke.
Einige seiner Werke wurden von Lorenz von Crell ins Deutsche übersetzt. Marie Lavoisier  übersetzte sein Essay on Phlogiston and the Constitution of Acids (1787) aus dem Englischen ins Französische und erlaubte dadurch ihrem Ehemann, Antoine Laurent de Lavoisier, sich mit Kirwans Ideen kritisch auseinanderzusetzen.
Das 1774 von Johan Gottlieb Gahn und Carl Wilhelm Scheele entdeckte Bariumoxid, welches von Torbern Olof Bergman als Terra ponderosa (lateinisch für Schwererde) bezeichnet wurde, nannte er in Baryt um.

## Werke (Auswahl)
- Elements of Mineralogy (1784)
- Essay on Phlogiston and the Constitution of Acids (1787)
- An Estimate of the Temperature of Different Latitudes (1787)
- Beantwortung der Fragen: Welches sind die passlichsten Düngmittel für die verschiedenen Arten von Boden, und welches sind die Ursachen ihrer vorzüglichen Wirksamkeit in jedem besondern Fall? (1796) (Digitalisat)
- Essay of the Analysis of Mineral Waters (1799)
- Geological Essays (1799)
- The Manures Most Advantageously Applicable to the Various Sorts of Soils (1796; 6. Aufl. 1806)
- Logick; Or, An Essay on the Elements, Principles, and Different Modes of Reasoning (2 Bände, 1807; Digitalisate: Band I; Band II)
- Metaphysical Essays (1809)
- An Essay on Human Happiness (1810)